# Angström (kráter)

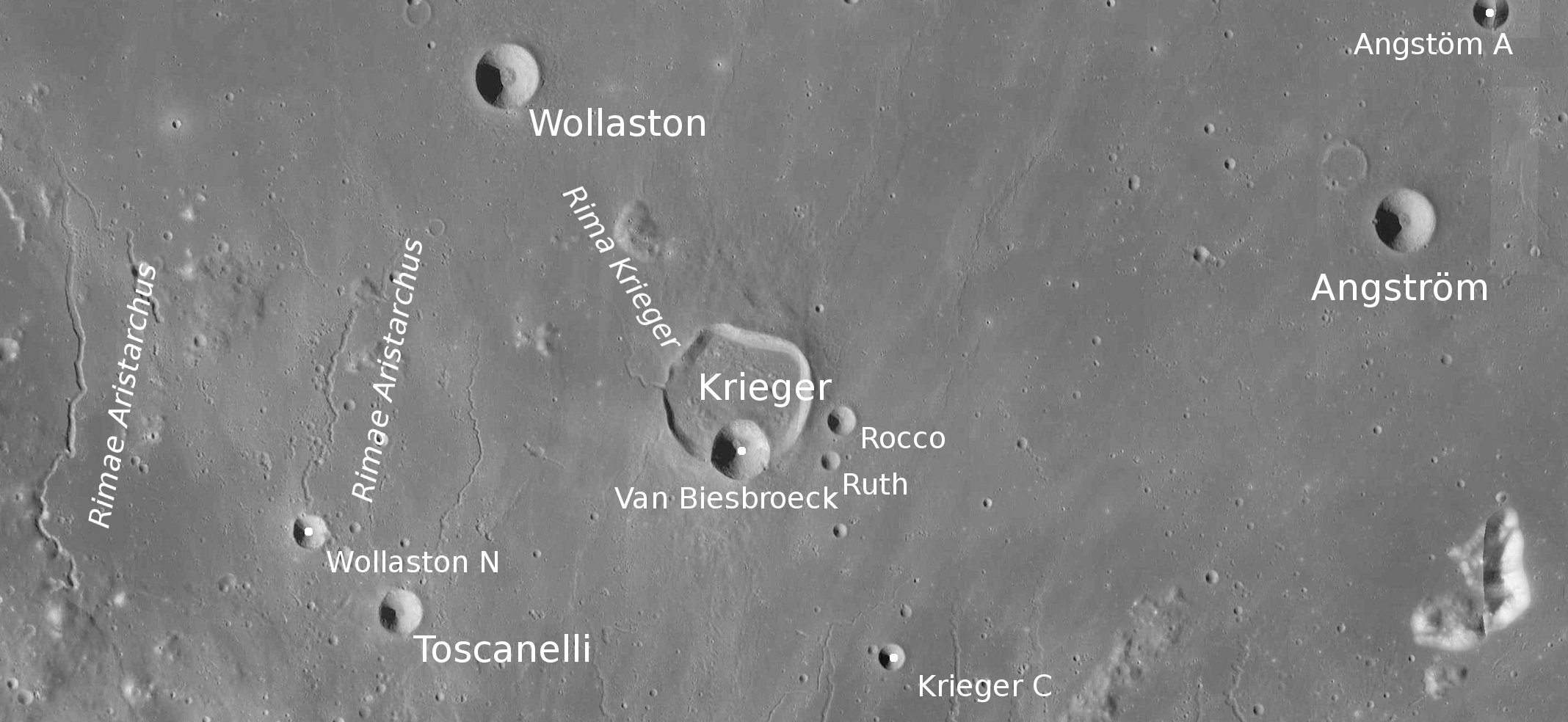
Kráter Angström a okolí.

Angström je nevelký impaktní kráter nacházející se na rozhraní měsíčních moří Oceanus Procellarum (Oceán bouří) na západě a Mare Imbrium (Moře dešťů) na východě na přivrácené straně Měsíce. Má průměr 9,8 km, kruhový tvar, svažující se stěny a malou plochu dna.
Jižně se nachází pohoří Montes Harbinger, východně se táhnou hřbety Dorsum Bucher a Dorsum Argand.
Západojihozápadně leží kráter Krieger s celou skupinou menších kráterů.

## Název
Pojmenován je podle švédského fyzika Anderse Jonase Ångströma, po němž je pojmenována délková jednotka ångström.

## Satelitní krátery
V okolí kráteru se nachází několik dalších kráterů. Ty byly označeny podle zavedených zvyklostí jménem hlavního kráteru a velkým písmenem abecedy.
| Angström | Sel. šířka | Sel. délka | Průměr |
| -------- | ---------- | ---------- | ------ |
| A        | 30.9° S    | 41.1° Z    | 6 km   |
| B        | 31.7° S    | 44.1° Z    | 6 km   |